# مربوية (باسخن)
مربوية (بالفارسية: مربویه) هي قرية تقع في إيران في البلدة المركزية. يقدر عدد سكانها بـ 408 نسمة بحسب إحصاء 2016.